# Henrik Rydström
Henrik Per-Erik Rydström (* 16. Februar 1976 in Karlskrona, Blekinge län) ist ein ehemaliger schwedischer Fußballspieler und heutiger -trainer. Der Literaturwissenschaftler schreibt unter anderem für das schwedische Fußballmagazin Offside sowie als Kolumnist oder Blogger für verschiedene Tageszeitungen.

## Als Spieler
Rydström begann mit dem Fußballspielen in der Jugend von Listerby IK. 1993 wechselte der Defensivspieler mit 16 Jahren zum damaligen Zweitligisten Kalmar FF. Mit dem Klub spielte der Mittelfeldspieler um den Aufstieg in die Allsvenskan, der 1994 erst in den Aufstiegsspielen gegen Hammarby IF mit einer 1:4-Niederlage und einem 2:2-Unentschieden verpasst wurde. Nach einem Platz im vorderen Mittelfeld in der folgenden Spielzeit stürzte der Klub 1996 in die Drittklassigkeit. ab. Dennoch blieb Rydström dem Klub treu und als Meister der Division 2 Östra Götaland konnte er mit der Mannschaft den direkten Wiederaufstieg feiern. Als Meister der Division 1 Södra gelang in der folgenden Spielzeit sogar der direkte Durchmarsch ins schwedische Oberhaus.
Rydström fand sich mit seiner Mannschaft im Abstiegskampf wieder und man beendete die reguläre Spielzeit auf einem Relegationsplatz. Nach einer 1:2-Niederlage gegen GAIS folgte ein 1:1-Unentschieden, so dass der Klassenerhalt verpasst wurde und Rydström abermals einen Ligawechsel mitmachte. Zunächst landete die Mannschaft nur im Mittelfeld, ehe 2000 als Zweitligameister die Rückkehr in die Eliteserie gelang. Dort setzte sich die Mannschaft mit Mannschaftskapitän Rydström in den folgenden Jahren im vorderen Bereich der Tabelle fest. In der Spielzeit 2007, an deren Ende Rydström als Pokalsieger seinen ersten nationalen Titel holte, noch Vizemeister hinter IFK Göteborg war er in der folgenden Spielzeit einer der Garanten, dass die von Nanne Bergstrand betreute Mannschaft um Joachim Lantz, Patrik Ingelsten und Viktor Elm erstmals in der Vereinsgeschichte den nationalen Meistertitel gewann. Kurze Zeit später konnte man auch das Endspiel um den Superpokal für sich entscheiden. Während der Klub in der Folgezeit – insbesondere aufgrund von Spielerabgängen in andere europäische Ligen – in den mittleren Tabellenbereich abrutschte, führte der Mannschaftskapitän ihn ins Pokalendspiel 2011. Dort setzte sich jedoch Meister Helsingborgs IF mit einem 3:1-Erfolg durch.
Nach der Saison 2013 beendete er dann seine Profikarriere und spielte im Anschluss noch kurzzeitig im Amateurbereich für IFK Berga, seinen Heimatverein Listerby IK und Hossmo BK. 

## Erfolge
- Schwedischer Pokalsieger: 2007
- Schwedischer Meister: 2008
- Schwedischer Superpokalsieger: 2009

## Als Trainer
Von 2015 bis 2018 war er als Übungsleiter der U-19 und U-21 sowie als Co- und Interimstrainer von Kalmar FF tätig. Anschließend trainierte er zwei Jahre lang die Mannschaft des Ligarivalen IK Sirius und kehrte zur Saison 2021 als hauptverantwortlicher Trainer nach Kalmar zurück. 
Zum 1. Dezember 2022 verpflichtete der schwedische Rekordmeister Malmö FF Rydström als Cheftrainer. Der Vertrag ist unbefristet. In der Debüt-Saison 2023 lieferte sich die von ihm betreute Mannschaft mit IF Elfsborg ein Duell um den Meistertitel, das im direkten Duell am letzten Spieltag mit einem 1:0-Sieg durch einen verwandelten Strafstoß des Torschützenkönigs Isaac Kiese Thelin zugunsten von MFF entschieden wurde.